# My Chemical Romance
My Chemical Romance (ofta förkortat MCR eller My Chem) är en amerikansk musikgrupp från New Jersey, USA. Bandet bildades år 2001 och spelar alternativ rock. De som var medlemmar i bandet under de senaste åren var Gerard Way, Mikey Way, Frank Iero och Ray Toro. Trummisen Bob Bryar lämnade bandet i början av februari 2010 av okänd anledning. Kort efter att bandet bildats skrev de kontrakt med Eyeball Records och gav ut sitt debutalbum I Brought You My Bullets, You Brought Me Your Love år 2002. De bytte till Reprise Records året därpå och gav ut albumet Three Cheers for Sweet Revenge 2004. Albumet blev en succé och sålde över en miljon exemplar och innehåller singlarna "I'm Not Okay (I Promise)", "Helena (So long and good night)" och "The Ghost of You". Det var med den andra singeln, "Helena (So long and good night)", som MCR slog igenom med i Sverige. Det stora genombrottet var ändå albumet The Black Parade som släpptes 2006 och det var då många började få upp ögonen för bandet. The Black Parade innehåller hitsinglarna "Welcome to the Black Parade", "Famous Last Words", "I Don't Love You" och "Teenagers". De gjorde sin första Sverigespelning på Fryshuset i Stockholm i november 2006. Inom ett år hade de spelat i Sverige ytterligare två gånger i Malmö och på festivalen Pier Pressure i Göteborg. Efter ett långt uppehåll återvände Mikey Way till bandet i tid för att MCR skulle vara förband till Bon Jovi. Även om bandet identifierar sitt eget sound som enkel rock, är det mycket prat bland fans och media om vilken genre de tillhör. Bandet har gjort en live-DVD som filmades i Mexico City och som släpptes tidigt 2008. Bandet splittrades den 22 mars 2013, men har återförenats den 31 oktober 2019.

## Historia

### Karriären tar fart (2003–2005)
2003 skrev bandet kontrakt med Reprise Records och började arbeta på sitt andra album. Det fick namnet Three Cheers For Sweet Revenge och släpptes 2004. Albumet hade sålt platina efter ett år. De släppte tre singlar från albumet, "I'm Not Okay (I Promise)", "Helena (So long and good night)" och "The Ghost of You".
Under 2005 åkte de på turné i USA, och fick sedan vara förband åt Green Day. Efter det genomförde de en egen turné runt om i USA. Tillsammans med bandet The Used gjorde MCR en cover på David Bowies och Queens låt "Under Pressure", som de släppte för välgörande ändamål på Itunes och andra internetförsäljningar.

### Nya planer (2006–2009)
Den 21 mars 2006 släppte MCR en samling med två DVD och en CD med namnet Life on the murder scene. Den innehåller en DVD med bandets videobiografi och en andra DVD med musikvideor, dokumentär om skapandet av videorna Helena (So long and good night) I'm Not Okay (I Promise)  The Ghost of You, några liveframträdanden och en tidigare osläppt låt, Desert Song.
Bandets tredje album, The Black Parade, släpptes 25 oktober 2006 och är producerat av Rob Cavallo som bland annat gjort Green Days album American Idiot. Deras tredje album ryktades bli kallat The Rise and Fall of My Chemical Romance, men i en intervju med Gerard Way sade han att detta bara var albumets arbetstitel; "It was never the title of the album, more a spoof, or a joke".
Den 3 augusti 2006 hade bandet spelat in videorna till låtarna "Welcome to the Black Parade" och "Famous Last Words" och de gavs ut den 22 januari 2007. Videorna är regisserade av Sam Bayer som även regisserat Nirvanas Smells Like Teen Spirit och Green Days American Idiot.
MCR:s första konsert i Sverige var den 8 november 2006 i Fryshuset, Stockholm. Deras förband var Franky Lee. Dagen innan var det signering i skivaffären Bengans. MCR återvände till Sverige den 9 april 2007 och hade då konsert i Baltiska Hallen i Malmö. Samma år spelade de på festivalen Pier Pressure den 1 juli i Göteborg. Deras senaste konsert var den 18 mars 2011, då de spelade i Annexet.
I slutet av 2007 meddelades det att James Dewees ska bli medlem i My Chemical Romance som officiell keyboardist för nästa album Danger Days: The True Lives of the Fabulous Killjoys som släpptes den 22 november 2010. I väntan på det nya albumet la My Chemical Romance upp flera ledtrådar på sin officiella hemsida, och även en officiell låtlista och en video med texten till deras första Danger Days-singel "Na Na Na (Na na na na na na)".

### Danger Days: The True Lives of the Fabulous Killjoys (2009–2012)
I en intervju med NME sade Gerard Way att bandets nästa skiva skulle vara en rockig platta; "Nästa album kommer definitivt att skalas av. Jag tror att vårt band missar att vara ett rockband." I en separat intervju med Idiomag, kommenterade Way att nästa utgåva skulle vara mindre teatralisk i omfattning; "Det inte går att gömma sig bakom en slöja av fiktion eller uniformer och makeup längre." I en intervju med PopEater, sade Way också att nästa album kommer att vara "full av hat". Han tillade; "Under de år som vi har hört oss live och hört oss på skiva, föredrar vi oss själva live. Det är mer av en garagekänsla och mer energi. Jag skulle vilja fånga något det på nästa album. Det är målet."
Den 31 juli och den 1 augusti 2009 spelade My Chemical Romance två "hemliga" spelningar på The Roxy Theatre i Los Angeles. De var de första konserterna bandet spelade sedan Madison Square Garden i maj 2008. Under dessa konserter premiärspelade bandet flera nya låtar som ryktades vara från deras kommande fjärde album, bland annat "Death Before Disco", en låt som Way sade att han var särskilt ivrig om. [30] Låten blev sedan omdöpt till "Party Poison" och var med på det nya albumet. Way förklarade närmare i en Rolling Stone intervju; "Låten är ett helt annat sound för bandet. Den är som en anti-party låt som du kan festa till. Jag inte kan vänta tills fansen får höra den."
Gerard Way sade också i en intervju i november 2009 med Rock Sound att det fjärde albumet skulle vara deras definierade arbete; "En vän som hörde om skivsläppet sade att han inte hade något intresse av att lyssna på våra äldre arbeten längre. Jag tog det som en komplimang, man bör alltid göra nästa grej direkt, det dessförinnan är oviktigt och jag tror att det kommer att märkas när vi äntligen släpper detta album."[32]

## Musikstil och influenser
My Chemical Romance har sagt sig vara inspirerade av band som Bon Jovi, The Misfits, Morrissey/The Smiths, Iron Maiden, Thursday, The Cure och Queen. Bandet bildades i samband med terrorattacken mot World Trade Center 2001. Gerard Way såg terrorattacken från ett tåg och kände då att han var tvungen att göra något och startade därför bandet med tidigare medlemmen Matt Pelissier. När medlemmarna i bandet växte upp påverkades de av skräckfilmer och serietidningar, och detta speglas i bandets texter som innehåller mycket fantasy, skräck och drama.

## Relation till The Used
The Used har spelat in David Bowies och Queens Under Pressure tillsammans med My Chemical Romance till förmån för de som drabbats av tsunamin i Asien den 26 december 2004. The Used's frontman, Bert McCracken, är även med och sjunger på låten "You Know What They Do To Guys Like Us In Prison" från My Chemical Romances andra album, Three Cheers For Sweet Revenge.

## Medlemmar
Nuvarande medlemmar
- Gerard Way – sång (2001–2013, 2019– )
- Ray Toro – sologitarr, bakgrundssång (2001–2013, 2019– )
- Mikey Way – basgitarr (2001–2013, 2019– )
- Frank Iero – kompgitarr, bakgrundssång (2002–2013, 2019– )

Tidigare medlemmar
- Matt Pelissier – trummor (2001–2004)
- Bob Bryar – trummor (2004–2010)
- James Dewees – keyboard, bakgrundssång, percussion (2012–2013; live 2007–2012)

Turnerande medlemmar
- Pete Parada – trummor (2007)
- Matt Cortez – basgitarr (2007); rytmgitarr (2007–2008)
- Tucker Rule – trummor (2007–2008)
- Todd Price – rytmgitarr (2008)
- Michael Pedicone – trummor (2010–2011)
- Jarrod Alexander – trummor (2011–2013, 2019– )
- Jamie Muhoberac – keyboard (2019)

## Diskografi
- I Brought You My Bullets, You Brought Me Your Love (2002)
- Three Cheers for Sweet Revenge (2004)
- Life on the Murder Scene (Live DVD) (2006)
- The Black Parade (2006)
- The Black Parade Is Dead! (2008)
- The Black Parade The B-sides (2009)
- Danger Days: The True Lives of the Fabulous Killjoys (2010)

### Singlar
- "Honey, This Mirror Isn't Big Enough for the Two of Us!" (2002)
- "Vampires Will Never Hurt You" (2002)
- "Headfirst for Halos" (2004)
- "I'm Not Okay (I Promise)" (2004)
- "Helena (So long and good night)" (2005)
- "Under Pressure" (2005)
- "The Ghost of You" (2005)
- "Welcome to the Black Parade" (2006)
- "Famous Last Words" (2007)
- "I Don't Love You" (2007)
- "Teenagers" (2007)
- "Desolation Row" (2009)
- "Na Na Na (Na Na Na Na Na Na Na Na Na)" (2010)
- "SING" (2010)
- "#SINGItForJapan" (2011)
- "Bulletproof Heart" (2011)
- "Fake Your Death" (2014)